# Strada statale 154 della Valle del Sangro
La ex strada statale 154 della Valle del Sangro (SS 154), ora parte della strada provinciale 119 Sangritana (SP 119) da Torino di Sangro Marina a Piane d'Archi e strada provinciale 113 Selva d'Altino-Piane d'Archi (SP 113) da Piane d'Archi a Selva d'Altino, è una strada provinciale che percorre parte della valle scavata dal fiume Sangro.

## Storia
La strada statale 154 venne istituita nel 1953 con il seguente percorso: "Innesto con la SS. n. 84 presso la Selva di Altino - Innesto con la SS. n. 16 presso il ponte sul fiume Sangro."
In seguito alla costruzione della strada statale 652 di Fondo Valle Sangro, nel 1985 si decise di declassificarla a strada provinciale; dopo qualche anno la gestione è quindi passata dall'ANAS alla Provincia di Chieti.

## Percorso
Inizia nel comune di Torino di Sangro in località Borgata Marina, dalla strada statale 16 Adriatica e, prima della costruzione della strada statale 652 di Fondo Valle Sangro, era l'arteria principale della valle omonima. Attraversa i territori comunali di Paglieta e di Perano, prima di giungere a Piane d'Archi dove incrocia la ex strada statale 558 Sangritana 2ª. La strada devia quindi verso ovest, superando il fiume Sangro ed innesandosi sulla strada statale 84 Frentana in località Selva d'Altino.